# Зильфян, Арто Врежевич
Арто Врежевич Зильфян (арм. Արտո Զիլֆյան) (род. 9 мая 1944, Ереван) ― советский и армянский врач, патологоанатом. Доктор медицинских наук (1988), профессор (1989), Заслуженный деятель науки Армении (2014).

## Биография
Родился 9 мая 1944 года в Ереване, Армянская ССР, СССР.
В 1967 году окончил Ереванский государственный медицинский институт. С 1970 года работал в Научно-исследовательском центре Ереванского медицинского института, с 1984 по 2004 год был директором, с 1993 по 2004 год был проректором ЕГМИ.
В 1985 году был заместителем главного редактора журнала «Медицина Армении».

## Сочинения
- Роль биологически активных веществ в интегративной деятельности организма в норме при развитии общего адаптивного синдрома. Материалы международной конференции Выпуск 1, Вилен Паруйр Акопян, Арто Вреж Зильфян, Ереванский медицинский университет имени Гераци, 2003 год.

- Роль биологически активных веществ в интегративной деятельности организма в норме при развитии общего адаптивного синдрома. Материалы международной конференции Выпуск 2, Вилен Паруйр Акопян, Арто Вреж Зильфян, Ереванский медицинский университет имени Гераци, 2004 год.

## Награды и звания
- Памятная медаль Министерства образования и науки Армении.
- Золотая медаль ЕГМУ
- Медаль Министерства обороны Армении «Вазген Саргсян»
- Дипломы Минздрава РА
- Заслуженный деятель науки Армении (2014)[3]

## Семья
- Дед ― Арто Алексанян, эпидемиолог
- Отец ― Вреж Зильфян, врач-онколог.
- Мать ― Варвара Алексанян, эпидемиолог.
- Сестра ― Маргарита Зильфян, кандидат медицинских наук.
- Сын — Арташес Арто Зильфян, офтальмолог.